# Најљепше пјесме из умјетнићке радионице
Најљепше пјесме из умјетнићке радионице је компилацијски албум Османа Хаџића, Шерифа Коњевића, Ханке Палдум и Младена Томића издат 1992. године на аудио-касети за издавачку кућу Embex Production.

## Списак песама
| №  | Назив                                | Трајање |  |
| 1. | Са са Сарајево (Ханка Палдум)        |         |  |
| 2. | Хеј самоћо (Шериф Коњевић)           |         |  |
| 3. | Проклета била Гордана (Младен Томић) |         |  |
| 4. | Шта ћу мајко (Осман Хаџић)           |         |  |

| №  | Назив                                 | Трајање |  |
| 1. | Недам срцу свом (Ханка Палдум)        |         |  |
| 2. | Хеј стара рано (Шериф Коњевић)        |         |  |
| 3. | Опрости за прошле дане (Младен Томић) |         |  |
| 4. | Јасмина (Осман Хаџић)                 |         |  |